# Споменик природе Брестово стабло у Чабићу
Споменик природе „Брестово стабло у Чабићу“, насељеном месту на територији општине Клина, на Косову и Метохији, представља споменик природе од 1985. године. Брестово стабло се налази на месту „Хара Вилит“ у селу Чабићу.

## Решење - акт о оснивању
Решење о заштити брестовогг стабла у Чабићу бр. 01-352-5 - СО Клина. Службени лист САПК бр. 17/85